# Skigebiet Laworta

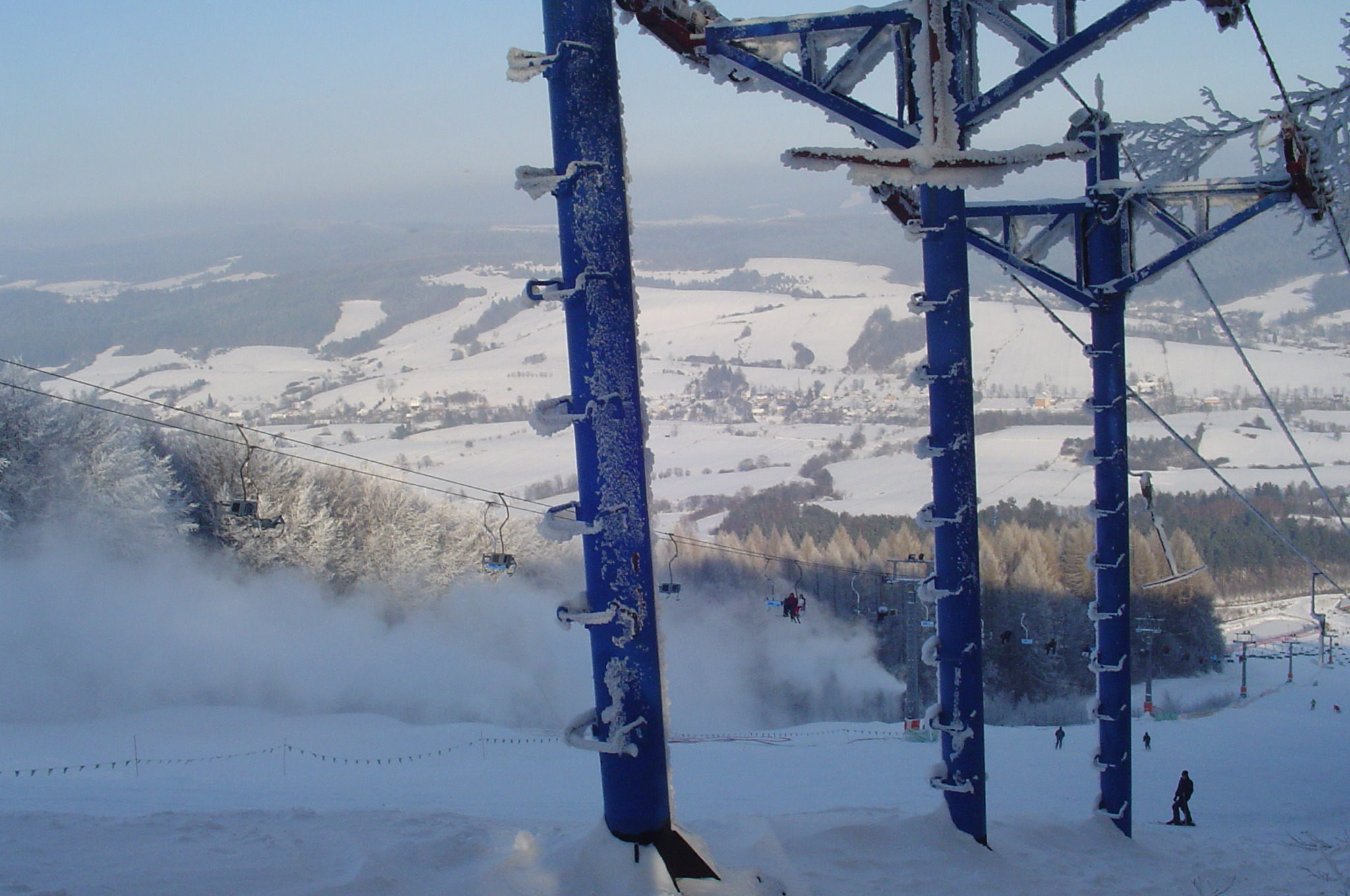
Skilift im Winter

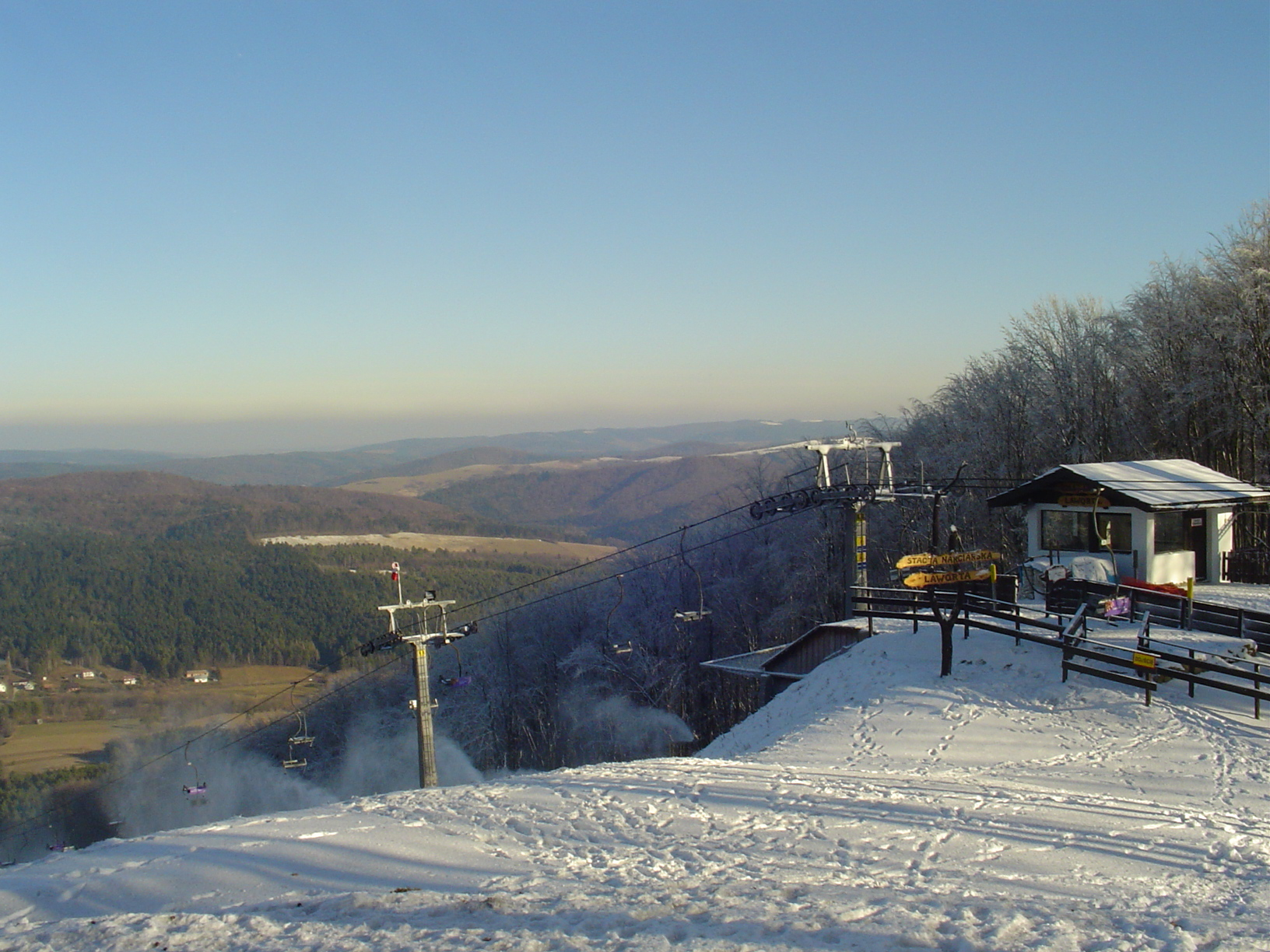
Obere Station im Winter

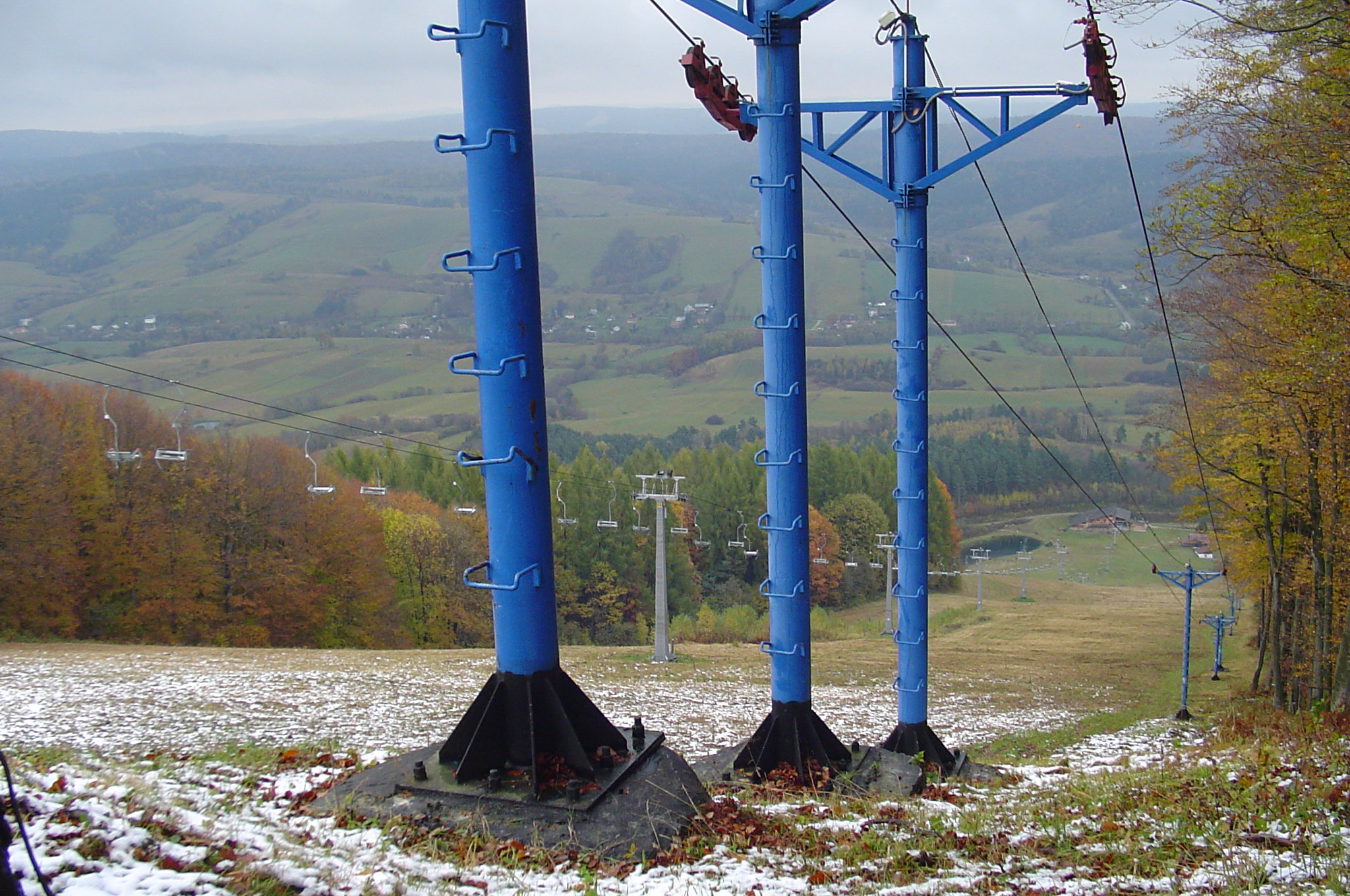
Skilift im Herbst

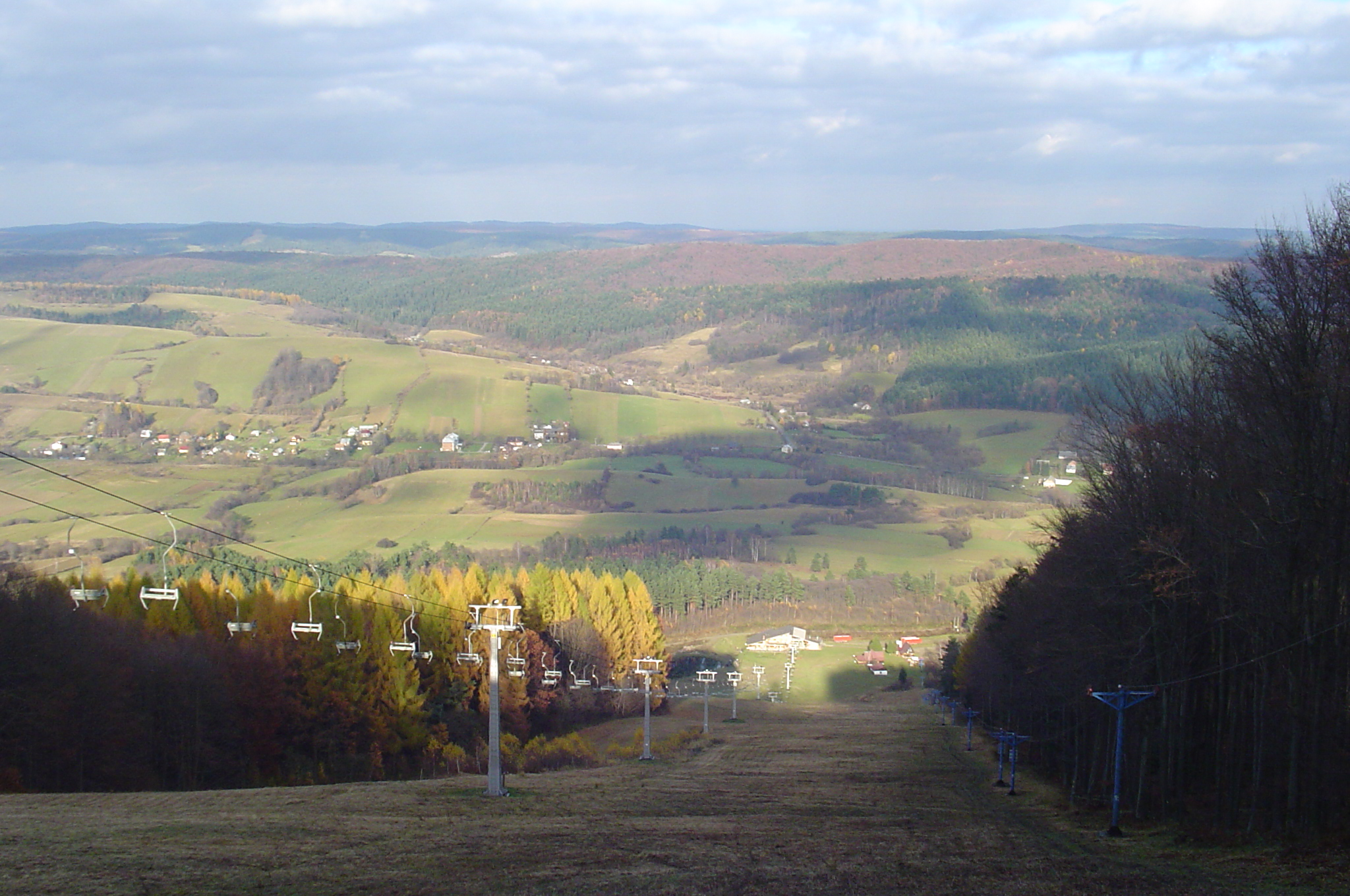
Skilift im Herbst

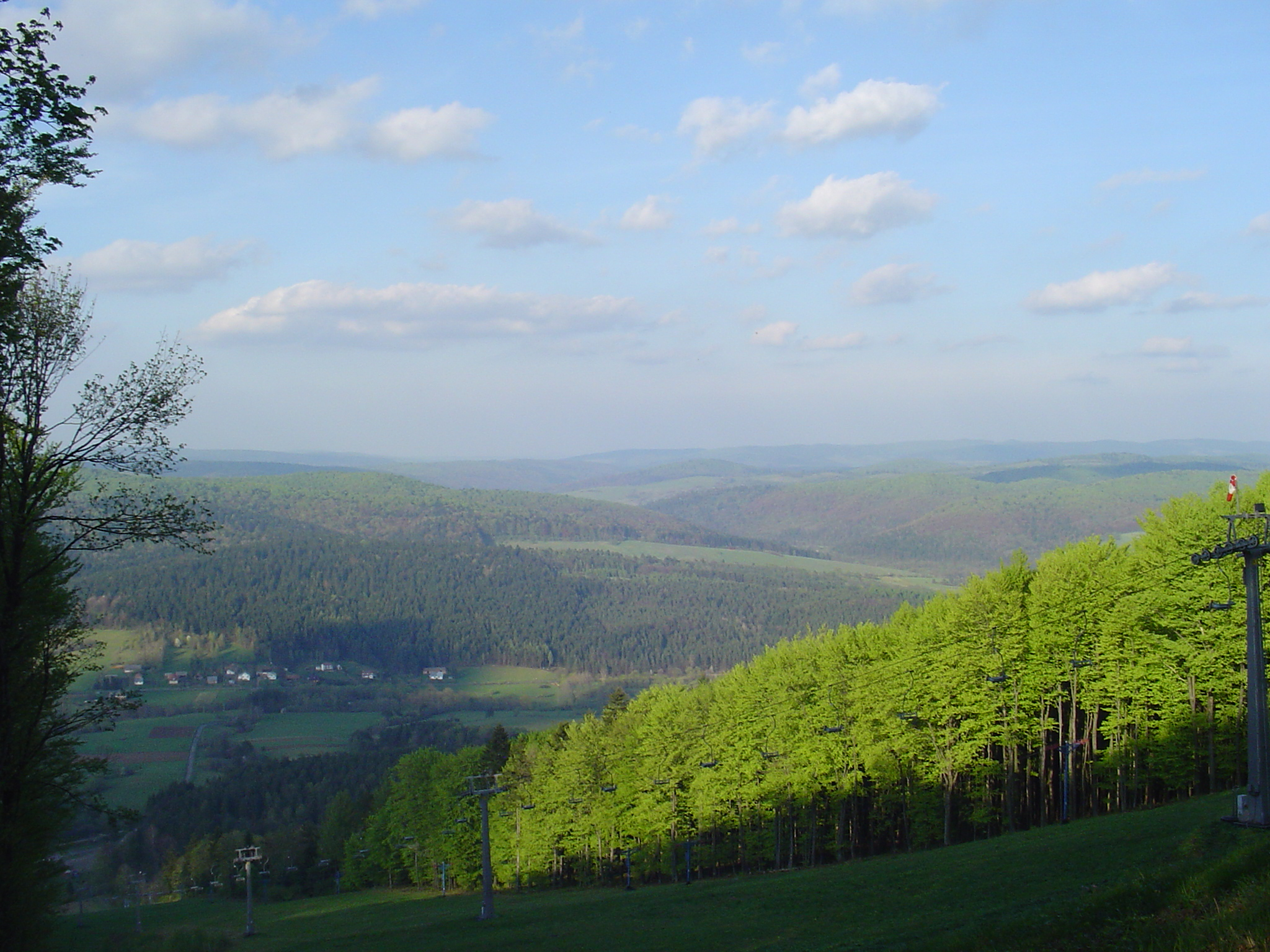
Skilift im Frühling

Das Skigebiet Laworta liegt auf den Nordhängen der Kamienna Laworta in dem polnischen Gebirgszug der Bieszczady (Waldkarpaten) auf dem Gemeindegebiet von Ustrzyki Dolne im Powiat Bieszczadzki in der Woiwodschaft Karpatenvorland. Es befindet sich in der Nähe der Landesstraße 84. Das Skigebiet wird von dem Unternehmen Laworta Ski Sp. z o.o. betrieben. Das Skigebiet liegt nördlich des Zentrums von Ustrzyki Dolne und ist mit dem Pkw erreichbar. An der unteren Station gibt es Parkplätze und mehrere Restaurants.

## Lage
Das Skigebiet befindet sich auf einer Höhe von 513 bis 769 Metern. Der Höhenunterschied der Pisten beträgt etwa 256 Meter. Es gibt eine rote (schwierige), eine blaue und eine grüne Piste. Die Gesamtlänge der Pisten beträgt etwa 2,9 Kilometer. Die längste Piste ist etwa 1,3 Kilometer lang.

## Beschreibung

### Skilifte
Im Skigebiet gibt es einen Sessellift. Die Skilifte führen von Ustrzyki Dolne auf den Nordhang der Bieszczady.
| Name | Art        | Hersteller | Breite Personen | Länge (m) | Zeit (min) | Höhenunterschied (m) | Personen pro Stunde | Obere Station | Obere Station | Untere Station | Untere Station | Vmax (m/s) |
| Name | Art        | Hersteller | Breite Personen | Länge (m) | Zeit (min) | Höhenunterschied (m) | Personen pro Stunde | Ort           | Höhe (m üNN)  | Ort            | Höhe (m üNN)   | Vmax (m/s) |
| ---- | ---------- | ---------- | --------------- | --------- | ---------- | -------------------- | ------------------- | ------------- | ------------- | -------------- | -------------- | ---------- |
|      | Sessellift |            | 2               | 1250      |            | 256                  | 1200                | Obere Station | 769           | Untere Station | 513            |            |
|      | Tellerlift |            | 2               | 1250      |            | 256                  | 1200                | Obere Station | 769           | Untere Station | 513            |            |
|      | Tellerlift |            | 2               | 300       |            |                      | 350                 |               |               |                |                |            |

### Skipisten
Von den Bergen führen drei Skipisten ins Tal.
| Name         | Schwierigkeit | Start         | Start        | Ziel           | Ziel         | Länge (m) | Höhenunterschied (m) | Neigung (%) | Licht | Kunstschnee | FIS    | FIS | Anmerkungen          |
| Name         | Schwierigkeit | Name          | Höhe (m üNN) | Name           | Höhe (m üNN) | Länge (m) | Höhenunterschied (m) | Neigung (%) | Licht | Kunstschnee | Nummer | bis | Anmerkungen          |
| ------------ | ------------- | ------------- | ------------ | -------------- | ------------ | --------- | -------------------- | ----------- | ----- | ----------- | ------ | --- | -------------------- |
| FIS          | Rot           | Obere Station | 769          | Untere Station | 513          | 1250      | 256                  | 20          | Ja    | Ja          |        |     | Slalon, Riesenslalom |
| Lawrota      | Rot-Blau      | Obere Station | 769          | Untere Station | 513          | 1300      | 256                  | 20          | Ja    | Ja          |        |     |                      |
| Mała Laworta | Grün          |               |              |                |              | 350       | 30                   | 9           | Nein  | Ja          |        |     |                      |